# Волга (футбольный клуб, Нижний Новгород)
«Во́лга» — бывший российский футбольный клуб из Нижнего Новгорода. По итогам сезона 2010 года клуб занял 2-е место в Первом дивизионе и вышел в РФПЛ. Клуб участвовал в Российской Футбольной Премьер-лиги на протяжении 3-х сезонов, вылетев по итогам сезона 2013/2014.
15 июня 2016 года руководство клуба приняло решение о расформировании клуба. Преемником «Волги» в качестве главной команды региона стал футбольный клуб «Олимпиец».

## История
В 1993 году в период кризиса промышленности спортивный клуб «Красное Сормово» был переведён из ведомства одноимённого судостроительного завода под крыло администрации Сормовского района и получил название «Сормович». В 1998 году любительская команда получила спонсорскую поддержку от сети магазинов бытовой техники и была названа именем спонсора — «Электроника». Профессиональный статус «Электроника» получила в 2000 году, а с 2001 по 2004 год под этим именем клуб уже играл во второй лиге чемпионата России.
В 2005 году клубу было возвращено название «Волга», под которым он прошёл путь от второго дивизиона до премьер-лиги. В 2007 году «Волга» получила поддержку Правительства Нижегородской области и с этого момента стала являться областной командой. В 2008 году «Волга» под руководством главного тренера Сергея Петренко вышла из второго дивизиона в первый. 2009 год команда Сергея Передни и Хазрета Дышекова в статусе дебютанта с ходу завершила сезон на четвёртом месте в первом дивизионе, а уже в 2010 году под руководством Омари Тетрадзе со второго места вышла в премьер-лигу.
В сезоне 2011/12 главным тренером команды был Дмитрий Черышев. Сезон «бело-синие» завершили на 14-м месте в РФПЛ, а затем через стыковые матчи с земляками, ФК «Нижний Новгород», подтвердили статус главной команды города и участника элитного дивизиона России. В том же сезоне в полуфинале Кубка России нижегородцы уступили столичному «Динамо», пропустив два мяча в концовке поединка. По окончании сезона 2011/12 тренерский штаб «Волги» возглавил Гаджи Гаджиев, а его помощником назначен Андрей Канчельскис. После закрытия футбольного клуба «Нижний Новгород» на базе «Волги» произошло объединение двух нижегородских команд. Спортивным директором «Волги» был назначен один из руководителей «Нижнего Новгорода», известный российский арбитр Игорь Егоров.
Сезон 2012/13 для истории клуба становится вторым выступлением в высшем дивизионе. В этом чемпионате бело-синие сделали шаг вперёд, избежав «стыковых» матчей, финишировали на 12-м месте в РФПЛ. В 2013 году футбольный клуб отметил 50-летний юбилей, но по итогам турнира 2013/14 вылетел из РФПЛ, заняв 15-е место под руководством Андрея Талалаева.
Сезон 2013/14 для «Волги» завершился неудачей. Ставка на именитых футболистов, таких как Дмитрий Сычёв, Евгений Алдонин, Дмитрий Булыкин, не оправдалась. В итоге команда заняла 15-е место в премьер-лиге, опередив лишь махачкалинский «Анжи».
Сезон 2014/15 «Волга» провела в Футбольной национальной лиге под руководством нового генерального директора Олега Леонидовича Алёшина. Состав команды значительно обновился. Сезон получился непростым, и в итоге «Волга» сохранила прописку в ФНЛ, финишировав на 13-м месте. В сезоне 2015/16 клуб финишировал на 10-м месте.
15 июня 2016 года было объявлено о расформировании клуба в связи с «невозможностью обеспечить текущую деятельность команды и выплачивать долги перед иностранными агентами игроков, контракты с которыми были подписаны ранее». В Первенстве ПФЛ продолжил играть созданный за год до этого фарм-клуб «Волги» — «Волга-Олимпиец». После прекращения существования «Волги» из названия команды «Волга-Олимпиец» было убрано слово «Волга», в 2017 году «Олимпиец» вышел в ФНЛ, а в 2018 году был переименован в «Нижний Новгород», причём рассматривалась также возможность назвать команду «Волгой».
В 2017 году при поддержке бывшего футболиста «Волги» Антона Хазова был образован хоккейный клуб «Волга».
Сейчас[когда?] команда, состоящая из бывших игроков и персонала клуба, а также болельщиков, выступает в любительских соревнованиях.

### Прежние названия, символика
- 1998—2004 — «Электроника»
- 2005—2016 — «Волга»

Талисманом клуба был Боцман Волгин. Забавный речник с рыжими усами и в форменной фуражке появился в 2005 году на сувенирных майках и значках. В 2008 году дебютировал в виде ростовой куклы, которая приходила в движение от сильных порывов ветра, затем в клубе решили ввести в дело аниматора. Мультяшный морской прототип Боцмана Волгина — Капитан Врунгель. В конце сезона 2011/12 Боцман Волгин обзавёлся подружкой, появился также помощник — юнга Конопатый.

### Дублирующий состав
В сезонах 2009 и 2010 годов в Первенстве ЛФЛ (МФС «Приволжье») играла команда «Волга»-д.
Во время выступления главной команды в премьер-лиге (сезоны 2011/12, 2012/13 и 2013/14) в молодёжном первенстве команд РФПЛ участвовала молодёжная команда «Волги».
Имелась команда «Волга-Олимпиец»: в 2010 году играла в первой, а в 2011 году — в высшей лиге чемпионата Нижегородской области. В 2012 году на её основе была создана команда «Нижний Новгород-Олимпиец-ДЮСШ», принявшая участие в первенстве МФС «Приволжье», в сезоне 2013 года в приволжском первенстве участвовала команда «Волга-Олимпиец», в сезоне-2014 — «Шахтёр-Волга-Олимпиец» (в объединении с пешеланским «Шахтёром»), в первенстве области в эти годы играла команда «Волга-СДЮСШОР-8». В апреле 2015 году возрождённый дубль «Волги» стал играть под названием «Волга-Олимпиец», 1 июня 2015 года был преобразован в футбольный клуб «Волга-Олимпиец» для участия в Первенстве ПФЛ.

## Достижения

### Национальные турниры
Чемпионат России:
- 12-е место (2012/2013)

ФНЛ:
- Серебряный призёр: 2010

ПФЛ (зона «Урал-Поволжье»)
- Победитель: 2008

Кубок России:
- 1/2 финала (2012)

Кубок ПФЛ:
- Победитель: 2008

## Статистика выступлений в чемпионатах России
| Сезон | Дивизион                                               | И   | В   | Н  | П  | М      | О   | Место    | Бомбардиры          |
| ----- | ------------------------------------------------------ | --- | --- | -- | -- | ------ | --- | -------- | ------------------- |
| 1999  | Первенство КФК, Поволжье                               | 32  | 14  | 3  | 15 | 46-48  | 45  | 7 из 17  | Е. Н. Кузнецов — 21 |
| 2000  | Первенство КФК, Поволжье, предвар. этап, группа А      | 22  | 13  | 4  | 5  | 41-21  | 43  | 2 из 12  | Е. Н. Кузнецов — 17 |
| 2000  | Первенство КФК, Поволжье, финал. этап, за 1—12-е места | 22* | 12* | 5* | 5* | 45-19* | 42* | 3 из 12  | Е. Н. Кузнецов — 17 |
| 2001  | Второй дивизион, Поволжье                              | 34  | 13  | 10 | 11 | 54-43  | 49  | 9 из 18  | Е. Н. Кузнецов — 12 |
| 2002  | Второй дивизион, Поволжье                              | 30  | 12  | 8  | 10 | 40-38  | 44  | 6 из 16  | А. Подолянчик — 9   |
| 2003  | Второй дивизион, Поволжье                              | 38  | 11  | 5  | 22 | 41-62  | 38  | 14 из 20 | А. Подолянчик — 14  |
| 2004  | Второй дивизион, Поволжье                              | 36  | 12  | 9  | 15 | 41-46  | 45  | 12 из 19 | Н. Георгиев — 14    |

Примечание. * Приведены данные финального этапа. На финальном этапе утчены результаты матчей первого этапа с командами группа А.
| Сезон   | Дивизион/Зона             | И  | В  | Н  | П  | М     | О  | Место    | Бомбардиры          |
| ------- | ------------------------- | -- | -- | -- | -- | ----- | -- | -------- | ------------------- |
| 2005    | Второй дивизион, Поволжье | 36 | 15 | 12 | 9  | 44-30 | 57 | 6 из 19  | Р. Удодов — 7       |
| 2006    | Второй дивизион, Поволжье | 24 | 10 | 8  | 6  | 31-23 | 38 | 7 из 13  | Д. Логинов — 5      |
| 2007    | Второй дивизион, Поволжье | 26 | 15 | 5  | 6  | 52-30 | 50 | 4 из 14  | С. Передня — 9      |
| 2008    | Второй дивизион, Поволжье | 34 | 23 | 9  | 2  | 73-23 | 78 | 1        | С. Прокофьев — 17   |
| 2008    | Кубок ПФЛ                 | 4  | 3  | 1  | 0  | 11-3  | 10 | 1        | А. Зернов — 4       |
| 2009    | Первый дивизион           | 38 | 17 | 14 | 7  | 54-32 | 65 | 4 из 20  | А. Хазов — 10       |
| 2010    | Первый дивизион           | 38 | 19 | 14 | 5  | 62-25 | 71 | 2        | О. Марцваладзе — 21 |
| 2011/12 | Премьер-лига              | 44 | 12 | 5  | 27 | 37-60 | 41 | 14 из 16 | Ш. Бибилов — 7      |
| 2012/13 | Премьер-лига              | 30 | 7  | 8  | 15 | 28-46 | 29 | 12 из 16 | А. Сапогов — 8      |
| 2013/14 | Премьер-лига              | 30 | 6  | 3  | 21 | 22-65 | 21 | 15       | Ш. Бибилов — 3      |
| 2014/15 | ФНЛ                       | 34 | 12 | 4  | 18 | 44-57 | 40 | 13 из 20 | А. Саркисов — 12    |
| 2015/16 | ФНЛ                       | 38 | 14 | 9  | 15 | 39-37 | 51 | 10 из 20 | А. Козлов — 6       |

| Сезон   | Турнир                                  | И  | В | Н | П | М     | О | Место    | Бомбардиры    | Примечание        |
| ------- | --------------------------------------- | -- | - | - | - | ----- | - | -------- | ------------- | ----------------- |
| 2016/17 | Зимнее первенство Нижнего Новгорода     | 12 | 2 | 1 | 9 | 10-28 | 7 | 11 из 13 | К. Обухов — 6 | 2 тайма по 40 мин |
| 2020/21 | Зимнее первенство Нижегородской области | 8  | 2 | 0 | 6 | 14-21 | 6 | 8 из 9   |               | 2 тайма по 40 мин |
| 2022    | Зимнее первенство Нижнего Новгорода     |    |   |   |   |       |   |          |               | 2 тайма по 40 мин |